# 吉川元長
吉川元長（1548年—1587年7月20日），日本戰國時代至安土桃山時代的武將。毛利氏家臣。父親是吉川元春。

## 生平
在天文17年（1548年）出生，家中嫡男。2年後，與父母一同進入小倉山城。同年中，移至日野山城，並在此地渡過幼年時期。
在永祿4年（1561年）元服，由伯父毛利隆元加冠，改名為元資。永祿8年（1565年），在月山富田城之戰中，與從兄弟毛利輝元一同初陣。此後亦跟隨父親元春，在山陰各地，持續與尼子氏殘軍戰鬥。
天正元年（1573年），改名元長，與父親一同向山陰出兵。天正元年（1574年），在所領內建立萬德院。同年，征伐在因幡國擴張勢力的尼子殘軍，不過尼子軍不斷再起。天正6年（1578年），在上月城之戰中令尼子勝久和山中幸盛等人自殺，或處刑，成功斷絕禍根。天正9年（1581年），前往救援被織田氏的羽柴秀吉圍困的吉川經家堅守的鳥取城，不過因為兵力差距而沒有出戰，在未等到元春率領的本隊到達下，鳥取城降伏，經家自殺。
天正10年（1582年），以本能寺之變為契機，在秀吉與毛利氏和睦後，輝元、小早川隆景和元春之間因為對秀吉的姿態而出現分歧，元春在12月隱居。此後繼承家督，在天正13年（1585年）的四國征伐等戰事中出陣。
天正14年（1586年），與父親元春一同在秀吉的九州平定中出陣。同年冬天，元春因病在小倉城中死去。天正15年（1587年）5月，在出陣前，於日向國病倒，並在6月15日於日向都於郡病死。享年40歲。繼承人是弟弟廣家。

## 人物
- 與父親元春同様，武勇優秀。元春曾在『太平記』中寫下尼子氏討伐戰的最後，而元長亦受父親強烈影響，對書物和宗教都有興趣，顯示出教養人的一面。

- 受真言宗很大影響，建立萬德院。萬德院在後來被轉移至周防國岩國，並成為吉川氏的菩提寺。安藝國的萬德院則在此後4百年以來一直沒人打理，一直荒廢，現今則被翻新為公園。

## 登場作品
電麾劇
- 『秀吉』（1996年，演員：田中充貴）
- 『毛利元就』（1997年，演員：仁科拓海→清水伸）
- 『軍師官兵衛』（2014年，演員：出合正幸）